# Ranzanico
Ranzanico este o comună din provincia Bergamo, Italia. În 2011 avea o populație de 1.267 de locuitori.

## Originea numelui
Carta Manifestationis din Aucunda, din data de 830 d.Hr., este prima documentație care arată numele țării, numită apoi Brançanico. În timp ce, în documentele ulterioare, numele este transcris fără -B inițială și, în mod alternativ, cu unele variații, dictate de forma de scriere a timpului, cum ar fi Ranzanicho și Ranzanigo. Există, de asemenea, un Zanzanico, dar este o eroare probabilă de transcriere.
Originea toponimului Ranzanico este foarte îndoielnică; există multe ipoteze care încearcă să dea sens acestui nume, dar niciunul nu găsește o confirmare clară.
Luând ca referință primul nume al țării raportat într-un document sau Brançanico, se poate spune că este de origine celtică (Brançanicum); acest lucru este demonstrat de faptul că, în limba de timp, numele sufixe care se încheie acum în -ico, -ica, -anico, -anica și altele asemenea, au fost de a indica, în rădăcina numelui, „proprietar“ al terenului sau o particularitate a locului.

## Demografie
Ranzanico - evoluția demografică

|  | Graficele sunt indisponibile din cauza unor probleme tehnice. Mai multe informații se găsesc la Phabricator și la wiki-ul MediaWiki. |

Date: Recensăminte sau birourile de statistică - grafică realizată de Wikipedia